# Zeit
Zeit е осмият студиен албум на немската НДХ група „Рамщайн“, издаден на 29 април 2022 г. от „Юнивърсъл Мюзик“. Продуциран от групата с Олсен Инволтини, албумът е непланиран и записан в резултат на отлагането на турнето на групата поради пандемията от COVID-19. Блокировките, наложени поради пандемията, стимулират творчеството на групата, което води до спонтанни сесии за писане и запис. „Рамщайн“ записват албума в края на 2020 г. и началото на 2021 г. в „Ла фабрик студиос“ в Сен Реми дьо Прованс, където е записан предишния им албум. Заглавната песен на албума е издадена като пилотен сингъл на 10 март 2022 г.

## Замисъл
След издаването на шестия им студиен албум, Liebe ist für alle da, „Рамщайн“ посвещават близо десетилетие на турнета и концерти на фестивали, като членовете на групата Тил Линдеман и Ричард Круспе издават музика със съответните си странични проекти – „Линдеман“ и „Емигрейт“, по време на и този период. Неозаглавеният седми студиен албум на „Рамщайн“ беше издаден през май 2019 г., слагайки край на дългата им пауза в записите. За да подкрепи албума, групата предприема турнето „Стейдиъм Тур“. Първоначално Круспе прогнозира, че групата ще прекара три до четири години в турнета в подкрепа на албума. Групата обява дати за два етапа в Европа и един в Северна Америка. Първият европейски етап приключва през август 2019 г., като първоначално вторият етап трябвало да започне през май 2020 г. Въпреки това, след като пандемията от COVID-19 започва сериозно да засяга Европа и Северна Америка, което доведе до налагане на блокиране на двата континента, групата отлага и двата оставащи етапа от турнето до 2021 г. И двата биват отложени още веднъж за 2022 г.
По време на първоначалното блокиране на COVID-19 в Германия, „Рамщайн“ започват да записват нова музика, оставяйки отворена идеята за запис на нов албум. Групата избира да започне да пише нова музика, за да запълни празнотата, създадена от отлагането на турнето им. До септември 2020 г. групата се завръща в „Ла фабрик студиос“ в Сен Реми дьо Прованс, където записват своя неозаглавен седми студиен албум, за да започнат да записват нов материал. Пианистът, Кристиан Лоренц, заявява, че сесиите са били спонтанни и че блокирането е накарало групата да „има повече време да мисли за нови неща и по-малко разсейване“. Записът на албума приключва февруари 2021 г. През октомври 2021 г. е излъчена премиерно песен от албума, споделена с астронавта Томас Песке, докато той е на борда на Международната космическа станция.

## Издаване на албума
„Рамщайн“ започват да публикуват клипове в своите акаунти в социалните мрежи на 8 март 2022 г., насочвайки към предстоящи нови материали с хаштаг „#ZEITkommt“. Групата обявява осмия си студиен албум – „Zeit“, на 10 март заедно с издаването на главния сингъл, заглавната песен и музикалното видео на песента. На 25 март 2022 г. уебсайтът на групата обявява, че 11 капсули Zeit са поставени в 11 различни града по света. Всяка капсула съдържа код. Фенът, намерил някоя от 11-те капсули, трябва да въведе кода на уебсайта на „Рамщайн“, разкривайки на света заглавието на една от неиздаваните песни. Той също ще получи два билета за всеки концерт на „Рамщайн“ по техен избор, както и пътни билети и настаняване за гореспоменатия концерт. Групата започва да насочва чрез снимки в социалните им мрежи издаването на втория сингъл от албума – „Zick Zack“, в началото на април. Те отворят гореща телефонна линия, която предоставя датата на издаване на песента, както и части от инструментала и вокалите на песента. Песента е издадена на 7 април 2022 г., придружена от музикален видеоклип. Появява се издание ан компактдиск, което идва със списание в тийнейджърски стил, проектирано след издаването на музикалното видео на 14 април, както и стандартен 7-инчов винил.
„Zeit“ е издаден на 29 април 2022 г. чрез „Юнивърсъл Мюзик Груп“, като получава както физически, така и дигитални издания. Физически, албумът получава както стандартно, така и специално издание на компактдиск, и двете поместени като дигипак, както и двойно, тежко издание на винил. Издаването на албума е предшествано от събитие за слушане, проведено в някои киносалони по света на 28 април. Корицата на „Zeit“ изобразява членовете на „Рамщайн“, които слизат по стълбище, свързано с „Труделтурм“, паметник, посветен на въздушните изследвания, разположен в Аеродинамичния парк в Берлин. Снимката, използвана за обложката, е направена от канадския музикант Брайън Адамс.

## Списък с песни
| 1.    | Armee der Tristen | Армията на отчаяните          | 3:25 |
| 2.    | Zeit              | Време                         | 5:21 |
| 3.    | Schwarz           | Черно                         | 4:18 |
| 4.    | Giftig            | Токсичен                      | 3:08 |
| 5.    | Zick Zack         | Кръц-Кръц (звукоподражателно) | 4:04 |
| 6.    | OK (Ohne Kondom)  | Без презерватив               | 4:03 |
| 7.    | Meine Tränen      | Моите сълзи                   | 3:57 |
| 8.    | Angst             | Страх                         | 3:44 |
| 9.    | Dicke Titten      | Големи цици                   | 3:38 |
| 10.   | Lügen             | Лъжа                          | 3:49 |
| 11.   | Adieu             | Довиждане                     | 4:39 |
| 44:06 |                   |                               |      |